# 南淡路市
もしかして
- 南あわじ市

ではありませんか？